# Kalmar HC
Kalmar HC ist ein 2000 gegründeter schwedischer Eishockeyklub aus Kalmar in Småland. Die Mannschaft spielt seit 2023 in der zweithöchsten schwedischen Profiliga, der HockeyAllsvenskan.

## Geschichte
In Kalmar wird seit den 1940er Jahren Eishockey gespielt. Beim Kalmar FF begann 1946 der Spielbetrieb. Der (erste) Kalmar HC wurde 1968 gegründet, nachdem sich die Eishockeyabteilung von Kalmar FF aufgelöst hatte.
Im Jahr 2000 ging der damalige Kalmar HC nach mehreren Jahren finanzieller Schwierigkeiten bankrott. Nach der Insolvenz wurden in Kalmar zwei neue Eishockeyvereine gegründet: IF Kalmar Hockey (2000) und Kalmar Knights IF (2001). Der Knights IF schloss sich 2008 der IF Kalmar Hockey an. 2012 wurde der Name des Klubs in Kalmar HC geändert.
Neben der Männer-Mannschaft gibt es eine Frauenmannschaft, eine Juniorenmannschaft, mehrere Jugendmannschaften sowie eine Eishockey- und Eislaufschule. Die Männermannschaft, die über viele Jahre in der Division 3 spielte, schaffte zur Saison 2018/19 den Aufstieg in die Hockeyettan.
In der Saison 2022/23 gewann der Kalmar HC die Süd-Staffel der Hockeyettan und belegte den zweiten Platz in der Kvalserien zur HockeyAllsvenskan, so dass der sportliche Aufstieg verpasst wurde. Nachdem dem Kristianstads IK die Lizenz für die HockeyAllsvenskan verweigert wurde, erhielt der Kalmar HC die Möglichkeit, in die zweite Spielklasse aufzusteigen.

## Saisonstatistik
| Saison  | Liga                | Platzierung | Endrunde                     | Playoff/Kvalserie                                |
| ------- | ------------------- | ----------- | ---------------------------- | ------------------------------------------------ |
| 2014/15 | Hockeytrean Södra E | 1           | 5. Platz Alltrean Södra B    |                                                  |
| 2015/16 | Hockeytrean Södra E | 1           | 1. Platz Alltrean Södra B    | 1. Platz Kvalserie D zur Hockeytvåan, Aufstieg   |
| 2016/17 | Hockeytvåan Södra B | 6           | 1. Platz Hockeytvåan Södra B | 4. Platz zur Hockeyettan                         |
| 2017/18 | Hockeytvåan Södra B | 2           | 1. Platz Alltvåan Södra      | 1. Platz der Kvalserien Södra, Aufstieg          |
| 2018/19 | Hockeyettan Södra   | 8           | 1. Platz Vårettan Södra      | Niederlage gg. Huddinge IK                       |
| 2019/20 | Hockeyettan Södra   | 6           | 2. Platz Vårettan            |                                                  |
| 2020/21 | Hockeyettan Södra   | 9           | 2. Platz Vårettan            |                                                  |
| 2021/22 | Hockeyettan Södra   | 1           | 2. Platz Allettan Södra      | Niederlage gg. Halmstad                          |
| 2022/23 | Hockeyettan Södra   | 1           | 1. Platz Allettan Södra      | 2. Platz Kvalserien, Aufstieg durch Lizenzerwerb |
| 2023/24 | HockeyAllsvenskan   |             |                              |                                                  |